# Jovan Nišić
Jovan Nišić (Belgrado, 3 de marzo de 1998) es un futbolista serbio que juega en la demarcación de centrocampista para el F. K. Radnički Niš de la Superliga de Serbia.

## Selección nacional
Tras jugar en varias categorías inferiores de la selección, finalmente hizo su debut con la selección de fútbol de Serbia en un partido amistoso contra República Dominicana que finalizó con un resultado de empate a cero.

## Clubes
| Club                     | País                 | Año       | Partidos | Goles |
| ------------------------ | -------------------- | --------- | -------- | ----- |
| F. K. Teleoptik (cedido) | Serbia               | 2016-2018 | 57       | 7     |
| F. K. Voždovac           | Serbia               | 2018-2021 | 62       | 8     |
| Pau F. C.                | Francia              | 2021-2023 | 36       | 2     |
| F. K. Borac Banja Luka   | Bosnia y Herzegovina | 2023-2024 | 30       | 3     |
| F. K. Radnički Niš       | Serbia               | 2024-     | 34       | 4     |

## Palmarés

### Títulos nacionales
| Título                               | Club                   | País                 | Año  |
| ------------------------------------ | ---------------------- | -------------------- | ---- |
| Liga Premier de Bosnia y Herzegovina | F. K. Borac Banja Luka | Bosnia y Herzegovina | 2024 |